# Amithlon
Amithlon – emulator komputera Amiga z procesorem Motorola 68k dla komputerów PC, którego producentem jest firma Haage&Partner.
Rozprowadzany był w postaci samouruchamiającej się płyty CD wraz z systemem AmigaOS w wersji 3.9. Do uruchomienia emulator wykorzystuje ograniczoną do minimum dystrybucję Linuksa. Proces uruchamiania emulatora jest ukryty dając użytkownikowi wrażenie, że jedynym działającym systemem jest AmigaOS.
Z wyjątkiem karty graficznej, której obsługę zawarto w jądrze Linuksa, całość sprzętu obsługują sterowniki AmigaOS. Wpływa to na szybsze działanie systemu, ogranicza jednak ilość obsługiwanego sprzętu w porównaniu do emulatorów korzystających ze sterowników zawartych w systemie hosta (UAE, WinUAE, Fellow).
W przeciwieństwie do UAE, Amithlon nie emuluje układów specjalizowanych Amigi i nie jest możliwe uruchomienie na nim oprogramowania odwołującego się do tych układów.